# 韦尔农-吉维尼站
韦尔农-吉维尼站，也可简称“韦尔农站”，是法国的一个铁路车站，位于法国城市韦尔农。

## 位置
韦尔农-吉维尼站位于韦尔农市区的中部偏西，巴黎－勒阿弗尔铁路79.903公里处，距离鲁昂大约59.6公里。车站大致呈东南-西北走向，主站房及正门位于铁路线东北侧，并通过一人行天桥连接西南侧。

## 站名
韦尔农-吉维尼站原名"韦尔农站"。因其靠近法国画家莫奈笔下的吉维尼小镇，当地政府为扩大其知名度，于2015年4月将韦尔农站更名为"韦尔农-吉维尼站"。

## 停靠线路
以下列车线路在韦尔农-吉维尼站停靠：
| 韦尔农-吉维尼站列车线路表 |            |                   |             |              |
| 线路                      | 车种       | 上一站            | 下一站      | 大致运行频率 |
| 巴黎—鲁昂/勒阿弗尔        | INTERCITÉS | 巴黎/芒特拉若利   | 盖永-欧伯瓦 | 每天7趟左右  |
| 巴黎—鲁昂                 | TER        | 芒特拉若利/邦涅尔 | 盖永-欧伯瓦 | 每天11趟左右 |
| 1.                        |            |                   |             |              |

| 韦尔农-吉维尼站列车线路表（区域线路） |          |           |          |          |
| 起点                                  | 上一站   | 线路      | 下一站   | 终点     |
| 巴黎                                  | 邦涅尔站 | [T] · [J] | （终点） | （终点） |

## 配套交通

### 长途客车
| 停靠韦尔农-吉维尼站的大巴车 |                |                                                                                        |
| 上下车地点                  | 运营单位       | 主要线路及目的地                                                                       |
| 韦尔农站 门口               | 厄尔省城际客运 | - 300线：吉索尔、埃普特河畔韦克桑、厄尔河畔帕西、埃夫勒 - 300B线：厄尔河畔帕西、埃夫勒 |
| 韦尔农站 门口               | SNCF Car TER   | （当铁路线施工或罢工时，SNCF可能会提供途径该线路沿途站点的大巴车）                     |
| 1. 2. 3.                    |                |                                                                                        |

### 市内交通
| 韦尔农-吉维尼站附近的市内公共交通线路 |                     | |
| 公交车站名称                          | 位置                | 停靠线路 |
| Gare SNCF 韦尔农火车站                | 韦尔农-吉维尼站门口 | - 1路：韦尔农-迪梅济勒高级中学 ↔ 圣马塞勒-邮局 - 2路：韦尔农-巴特基辛根 ↔ 韦尔农-天地平台 - 10路：韦尔农-共和 ↔ 埃科-教堂广场 - 吉维尼摆渡车：韦尔农-火车站 ↔ 吉维尼-停车场 |
| SNCF Montigny 火车站-蒙提尼           | 韦尔农-吉维尼站南侧 | - 3路：韦尔农-巴特基辛根 ↔ 圣马塞勒-邮局 - 4路：韦尔农-共和 ↔ 圣马塞勒-邮局 - 5路：韦尔农-共和 ↔ 韦尔农-圣阿德于托尔                                                        |
| 1.                                    |                     | |

### 社会车辆
韦尔农-吉维尼站门口设有社会车辆停车场。

## 临近车站
| 韦尔农-吉维尼站（Gare de Vernon - Giverny） |                    |                          |
| 上行车站                                    | 线路               | 下行车站                 |
| 邦涅尔站 11.1km ←                           | 巴黎－勒阿弗尔铁路 | 盖永-欧伯瓦尔站 → 13.3km |
| - 本表仅显示运营中的线路及车站              |                    |                          |